# گورکی ماوه (استان سیلسیان)
گورکی ماوه (استان سیلسیان) (به لاتین: Górki Małe) یک روستا در لهستان است که در گمینا برننا واقع شده‌است. گورکی ماوه ۲٫۷۵ کیلومتر مربع مساحت و ۷۶۸ نفر جمعیت دارد.